# Comuna Tîmonove, Troițke
Tîmonove (în ucraineană Тимонове) este o comună în raionul Troițke, regiunea Luhansk, Ucraina, formată din satele Krasnohrîhorivka, Malooleksandrivka, Mîhailivka și Tîmonove (reședința).

## Demografie
Componența lingvistică a comunei Tîmonove
     Rusă (65,07%)
     Ucraineană (34,6%)
     Alte limbi (0,16%)
Conform recensământului din 2001, majoritatea populației comunei Tîmonove era vorbitoare de rusă (65,07%), existând în minoritate și vorbitori de ucraineană (34,6%).